# Claude L. Harrison
Claude L. Harrison, född 20 september 1886, död 12 mars 1986, var en kanadensisk politiker. Han blev den 44:e borgmästaren i Victoria, British Columbia (1951-1955).